# Julio Diaz
Julio Diaz est un boxeur mexicain né le 24 décembre 1979 à Jiquilpan.

## Carrière
Passé professionnel en 1999, il devient champion d'Amérique du Nord NABA des poids légers en 2009 puis champion du monde IBF de la catégorie le 13 mai 2004 après sa victoire aux points contre Javier Jauregui. Diaz renonce à son titre le 1er mars 2005 sans le défendre pour affronter le champion WBC de la catégorie, José Luis Castillo. Il est battu au 10e round le 5 mars 2005 mais parvient à remporter une seconde fois cette ceinture IBF aux dépens de Jesús Chávez le 3 février 2007, ceinture qu'il perd définitivement dès le combat suivant face à Juan Diaz le 13 octobre 2007.

## Référence
1. ↑  (en) Jose Luis Castillo vs. Julio Diaz (boxrec.com)